# Африканский дятелок
Африканский дятелок (лат. Verreauxia africana) — вид птиц семейства дятловых. Подвидов не выделяют. Выделяется в монотипический род Verreauxia.

## Описание
Африканский дятелок — это очень маленькая, почти бесхвостая птица с длиной тела 9—10 сантиметров. Верхняя часть тела оливково-зеленая, спина с жёлтым оттенком. Горло и грудь серого цвета, брюхо более бледное. Лицо сероватое, кроющие ушей более тёмные, со слабыми прожилками. Тонкая белая линия проходит по надбровью и над задней частью глаза. Радужная оболочка красная, выступающее мясистое орбитальное кольцо розовое, красное или фиолетовое. Клюв чёрный, ноги красноватые или фиолетовые. Небольшое горизонтальное пятнышко (белое сверху, чёрное снизу) под кроющими перьями ушей. Короткие, округлые хвостовые перья шоколадные с оливковой каймой. Верхняя часть крыльев тёмно-зеленого цвета с жёлтой каймой. Первостепенные маховые перья коричневатые. Половой диморфизм выражен слабо. У самцов лоб и затылок каштанового, красного или оранжевого цвета, у самок этого нет. Молодь больше всего похожа на взрослую самку, но с более тусклыми красными ногами и орбитальным кольцом, коричневой радужной оболочкой, ржаво-коричневыми кончиками перьев на кроющих ушах и горле.

## Вокализация
Издаёт быстрые, но часто слабые, высокие, пронзительные, звенящие, трели: ти-ти-ти-ти-ти и циририририр, похожие на звуки, издаваемые некоторыми летучими мышами и насекомыми.

## Биология
Естественной средой обитания африканского дятелка являются низменные вторичные леса. Это активная птица, которую часто можно увидеть порхающей с места на место парами или тройками, а иногда присоединяющейся к стаям смешанных видов. Он добывает пищу на нижних ярусах деревьев и кустарников. Основу рациона составляют личинки жуков. Питается также другими насекомыми, кроме муравьёв. Размножение наблюдается в период с июня по февраль в различных частях ареала. Гнездо строится на высоте пять метров от земли, в кладке обычно два яйца. Оба родителя участвуют в насиживании яиц и выкармливании птенцов.

## Распространение
Распространены в западной экваториальной Африке: Либерия, Кот-д'Ивуар, Гана, Камерун, Экваториальная Гвинея, Центральноафриканская Республика, Конго, Габон и Западная Уганда. Также встречаются на северо-западе Анголы. Обитают на высоте от 0 до 1000 метров над уровнем моря. Осёдлый вид.